# تاكيشي ناجاتا
تاكيشي ناجاتا (باليابانية: 永田武؛ بالكانا: ながた たけし) هو مستكشف وفيزيائي وعالم فلك ياباني، ولد في 24 يونيو 1913 في أوكازاكي في اليابان، وتوفي في 3 يونيو 1991.